# Catalina (wrestler)
Catalina García, meglio conosciuta con il ring name Catalina (Santiago del Cile, 2000), è una wrestler cilena attualmente sotto contratto con la CMLL, in passato si è esibita anche in WWE dove lottava nel territorio di sviluppo di NXT.

## Carriera

### Revolucion Lucha Libre (2015-2018)
Catalina García effettua il suo debutto sul ring a 15 anni il 25 ottobre 2015 lottando per la Revolucion Lucha Libre sotto il ring-name di Jessy in un Mixed Tag Team match insieme a Black Cambodian Warrior e GianFranco, dove sono stati sconfitti da Cody, Gallo Dorado e Mirash. Il 6 dicembre, lotta in un Fatal four-way match valevole per il RLL Women's Title lottando contro Mirash, Tifanny e la campionessa Prima Zomer, che riesce a difendere la cintura. Il 27 febbraio 2016, Jessy ha sconfitto Prima Zomer conquistando il RLL Women's Championship. Il 31 luglio, Jessy difende il RLL Women's Championship durante un Triple threat match che vedeva coinvolte Mirash e Prima Zomer. Il 16 ottobre, a causa di un infortunio, Jessy è costretta a rendere vacante il RLL Women's Championship dopo 232 giorni di regno. Il 27 novembre, Jessy ritorna prendendo parte a sorpresa ad una Battle Royal match maschile, vincendola, eliminando Cody, GianFranco, Norris e Razo. Il 23 aprile 2017, Jessy prende parte ad un Fatal four-way match valevole per il vacante RLL Women's Championship precedentemente vinto da Mirash, che includeva anche Kristy, Prima Zomer e Valkiria, dove a vincere contesa e titolo è la prima. Il 30 luglio, Jessy prende parte ad un Triple threat match valevole per il RLL Women's Championship contro Prima Zomer e la campionessa Kristy, dove a vincere è la Zomer che si laurea nuova detentrice del titolo. Il 27 agosto, Jessy lotta in un Four-way tag team elimination match in coppia con GianFranco, dove vengono sconfitti da Cody Dance & Valkiria, Billy Rocka & Gaby Rose e Danae & Razo, dove a vincere sono i primi. Il 15 ottobre, Jessy prende parte ad un Fatal four-way match valevole per il RLL Women's Championship che include Engel, Kristy e la campionessa Prima Zomer, che riesce a difendere la cintura. Il 3 dicembre, Jessy conquista per la seconda volta il RLL Women's Championship battendo la campionessa Prima Zomer e Valkiria in un Triple threat match. Il 31 marzo 2018, Jessy difende la cintura con successo contro Afrodita. Il 30 giugno, Jessy perde il titolo contro Crashilda dopo 209 giorni di regno. Il 13 ottobre, Jessy lotta in coppia con Brad per provare a conquistare i RLL Tag Team Championship contro i campioni Ariki Toa e Gran Oso, uscendone sconfitti. Il 16 dicembre, Jessy prende parte ad un Fatal four-way match valevole per il RLL Women's Championship che include Engel, Prima Zomer e la campionessa Gaby Rose, dove a vincere è la Zomer che si laurea nuova detentrice del titolo. Questo si rivela essere il suo ultimo match per la promotion cilena.

### Circuito indipendente (2016-2019)
Catalina García lotta anche in altre federazioni indipendenti, esclusivamente cilene, facendo il suo debutto per la League Of Wrestling Chile il 17 dicembre 2016, utilizzando sempre il ring-name di Jessy, vincendo un Triple threat match contro Sara Phoenix e Tyra Fly.
Il 30 settembre 2017, Jessy debutta per la Femme Wrestling battendo Sara Phoenix. Il 25 novembre, ritorna nella promotion cilena, lottando in un Fatal four-way match valevole per il titolo di prima sfidante al FEMME Championship che includeva anche Alison Evans, Electra e Red Quinzel, vinto dalla prima. Il 24 novembre, Jessy debutta per la 5 Luchas - Clandestino prendendo parte ad un Torneo Clandestino Femenino, dove viene sconfitta al primo turno da Kristy. L'8 dicembre, Jessy debutta anche per la Wrestling In The Rest Of The World dove lotta in coppia co Domina e Tifanny venendo sconfitte dalle Bad Bunny Crew (Alex Hero, Coke & Da Silva).
Il 2 giugno 2018, Jessy effettua il suo esordio nella FULL Calama, dove prende parte ad un Torneo Parejas Mixtas Paradise in coppia con Daken, venendo sconfitti da i La Naranja Mecanica (Limite & Sara Phoenix) in semifinale. Il 27 ottobre, Jessy debutta per la Impacto Iquique battendo Sara Phoenix.
Il 16 febbraio 2019, Jessy fa il suo debutto nella MAX Lucha Libre lottando in coppia con Anarko Montana e Guanchulo, prendendo il nome di Yeyos Dojo, dove vengono sconfitti dai Max Dojo (Mascarita Fugaz, Nikki & Sebastian Joestar). Il 16 marzo, Jessy ritorna nella federazione prendendo parte ad un Triple threat match valevole per il titolo di prima sfidante al MAX Maximo Championship che includeva anche Engel e Nikki, vinto dalla prima. Il 22 marzo, Jessy ritorna nella Impacto Iquique battendo Fiera Salvaje. Precedentemente, il 5 marzo, Jessy ritorna a lottare regolarmente nella 5 Luchas - Clandestino dove in coppia con Tyra Fly hanno la meglio su Kristy e Sara Phoenix. Il 29 marzo, Jessy batte Sara Phoenix. Il 13 aprile, Jessy vince un Fatal Four-way elimination match avendo la meglio su Kristy, Sara Phoenix e Tyra Fly. Il 10 maggio, Jessy fa coppia con CJC e i due hanno la meglio sul duo formato da Pedro Pablo e XL. Il 31 maggio, Jessy vince un Fatal Four-way elimination match eliminando Kristy, Sara Phoenix e Zatara. Il 14 giugno, Jessy ha sconfitto Zatara. Il 28 giugno, Jessy lotta in coppia con Guanchulo e XL avendo la meglio su Coyote, Funky Schop e Valkiria. Questo sarà il suo ultimo match, quando due mesi più tardi viene ingaggiata dalla WWE.

### WWE (2019-2021)

#### NXT(2019-2021)
Nell'agosto 2019, viene annunciato che Catalina García ha firmato un contratto con la WWE e viene assegnata nel territorio di sviluppo di NXT. Fa il suo debutto il 10 ottobre durante un NXT live event utilizzando come ring-name il suo vero nome Catalina Garcia, dove affronta in un match Santana Garrett terminato in no-contest.
Nella puntata di Raw del 28 ottobre, utilizzando il ring-name di Carolina, effettua il suo debutto televisivo, venendo presentata da Sin Cara come sua accompagnatrice (stabilendosi quindi come face) per il suo match contro Andrade, accompagnato a sua volta da Zelina Vega, la quale la settimana precedente ha distratto l'arbitro per permettere al suo assistito di vincere la contesa; durante il confronto, la Vega prova nuovamente ad intervenire, ma Carolina la ferma e la schianta sulle barricate, distraendo comunque Sin Cara che subisce un roll-up da Andrade, che vince scorrettamente utilizzando le corde per lo schienamento finale. Nella puntata di Raw del 4 novembre, Carolina compie il suo debutto sul quadrato in coppia con Sin Cara, affrontando la coppia composta da Andrade e Zelina Vega in un Mixed Tag Team match, dove questi ultimi ottengono la vittoria dopo che Zelina schiena Carolina per il pin vincente. Dopodiché, in seguito al rilascio di Sin Cara, Carolina fa nuovamente ritorno ad NXT. Fa la sua prima comparsa nel roster giallo nella puntata di NXT del 13 novembre, lottando in un dark match, perdendo contro Chelsea Green, ricambiando nuovamente il nome in Catalina. Nella puntata di NXT del 15 gennaio 2020, Catalina marca il suo esordio televisivo in questo roster prendendo parte ad una Women's Battle Royal match per decretare la prima sfidante all'NXT Women's Championship detenuto da Rhea Ripley in quel di NXT TakeOver: Portland, ma è stata eliminata da Shayna Baszler. Nella puntata di Main Event del 23 aprile, Catalina è stata sconfitta da Asuka (appartenente al roster di Raw). Nella puntata di Main Event del 30 aprile, Catalina è stata sconfitta da Bianca Belair (appartenente al roster di Raw). Nella puntata del 6 gennaio, Catalina tornò in WWE con il nuovo ring name  Katrina Cortez ad NXT New Years Evil ma venne sconfitta da Xia Li. Nella puntata del 10 settembre Katrina apparve per la sua prima volta a 205 Live lottando contro Valentina Feroz, ma perse anche contro di lei.

## Musiche d'ingresso
- Watch Her Dance di Hans Hummer (WWE/NXT; 2019–2021)

## Titoli e riconoscimenti
Revolucion Lucha Libre
- RLL Women's Champion (2)